# Pallottijnen

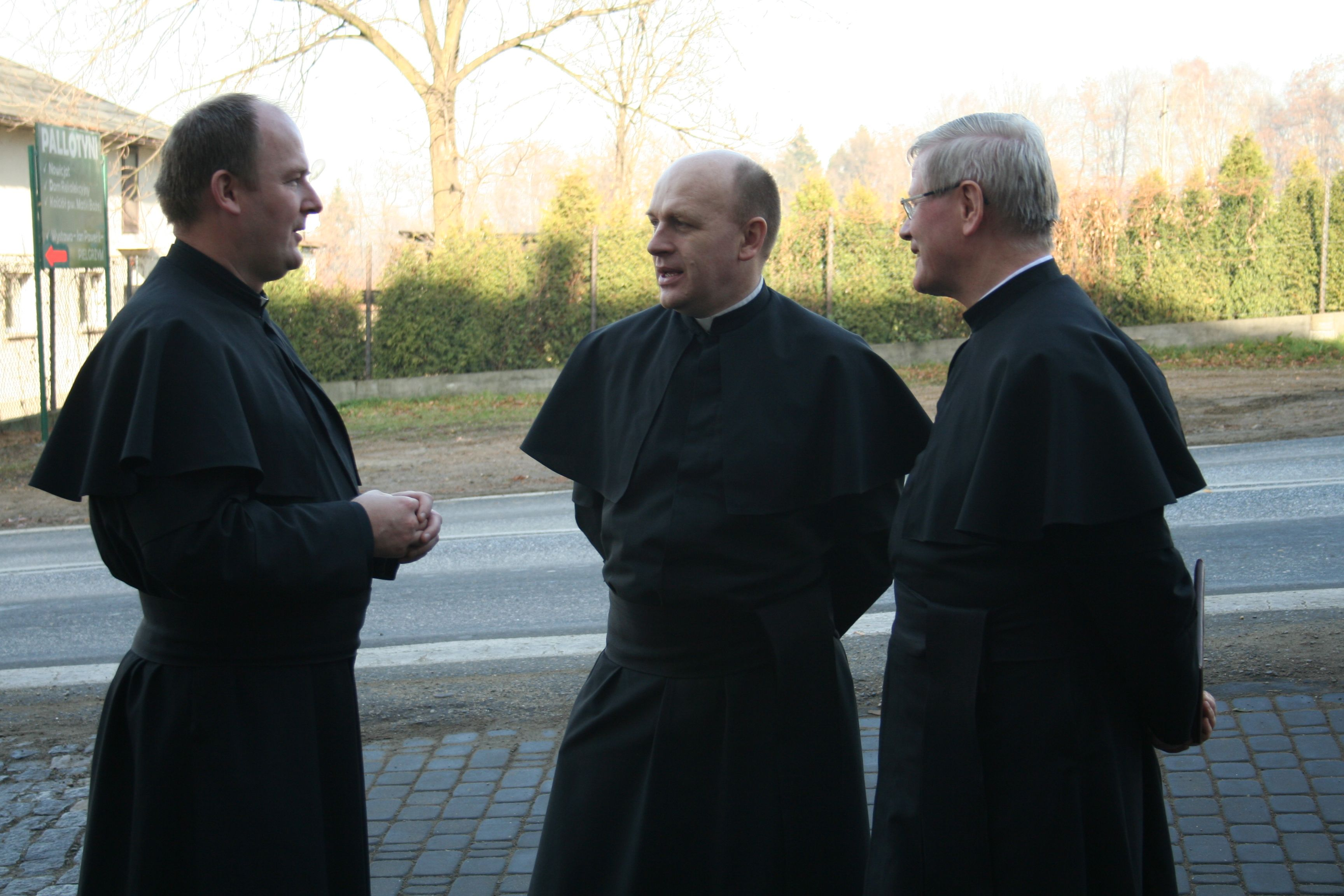
Pallottijnenpriesters

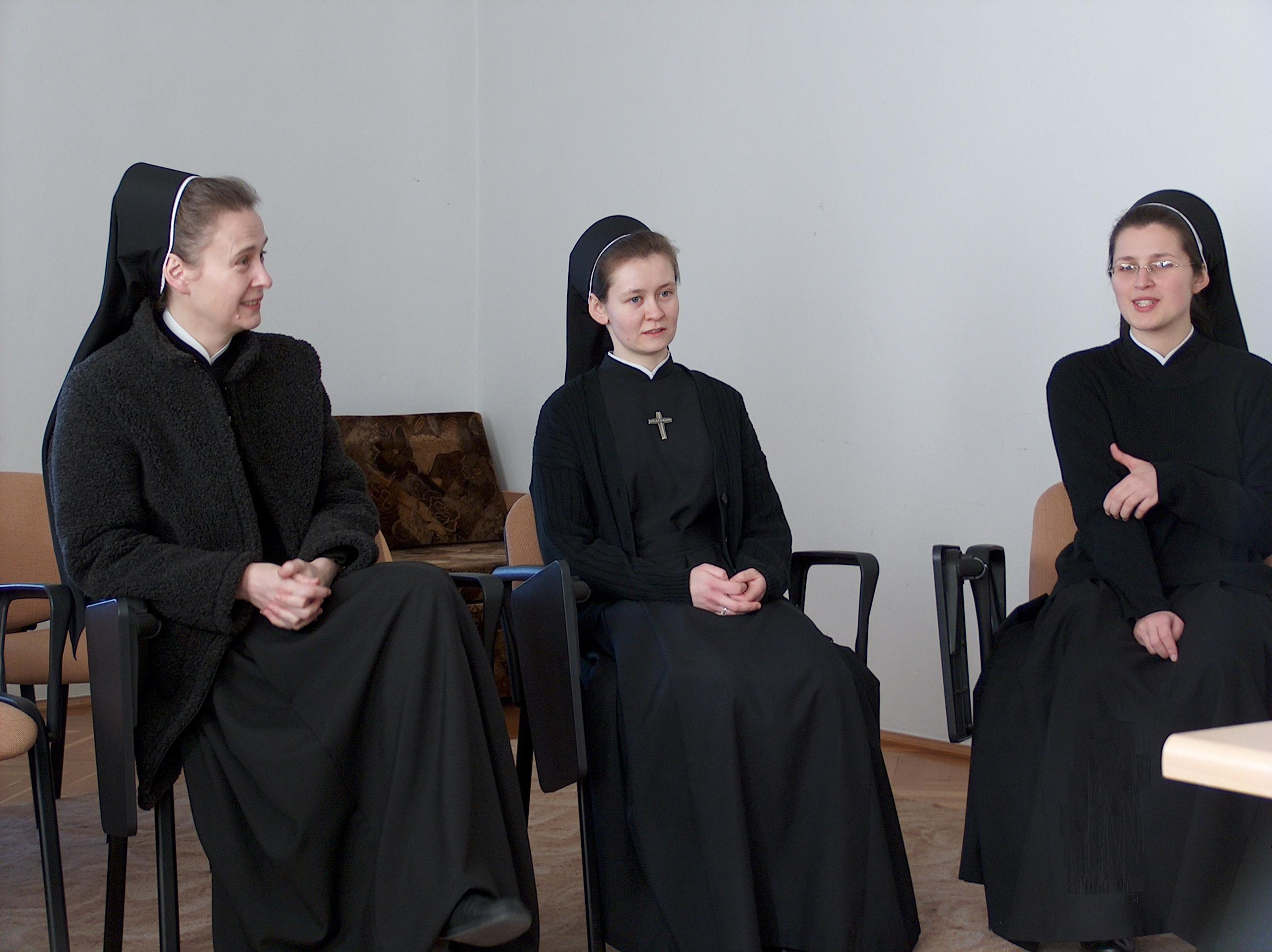
Pallottijnenzusters

De pallottijnen zijn een gemeenschap van apostolisch leven (Latijn: Societas Apostolatus Catholici, afgekort S.A.C.) binnen de Katholieke Kerk, die in 1835 werd opgericht door Vincenzo Pallotti (1795-1850) (heilig verklaard in 1963). Deze gemeenschap werd opgericht voor jeugd- en gevangenispastoraat en missiewerk en heeft thans vestigingen in onder meer Duitsland, Oostenrijk, Polen, Ierland, Australië, India, Brazilië, Zuid-Afrika, Ivoorkust en de Verenigde Staten. 
In 2004 waren er 1610 priesters en 2358 mannelijke religieuzen bij de pallottijnen.
Kameroen werd op het einde van de negentiende eeuw gekerstend door Duitse pallottijnen.
Onder de studenten van het seminarie van de paters pallottijnen te Schönstatt bij Vallendar aan de Rijn, ontstond de Schönstatt-beweging. De beweging heeft zich na de Eerste Wereldoorlog in diverse instellingen vertakt en heeft in Duitse katholieke kringen veel invloed verkregen.